# Jatha

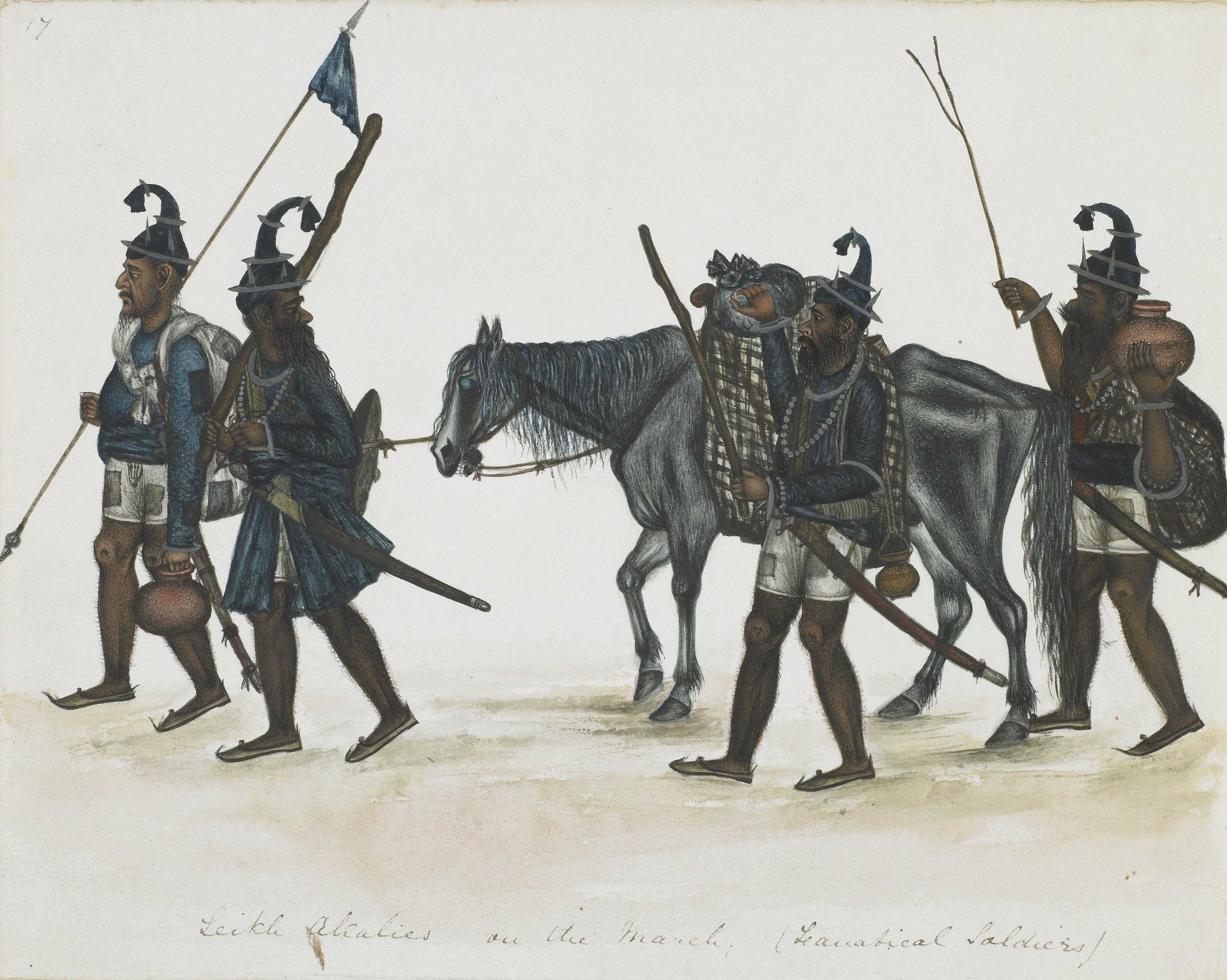
Peinture d'un petit jatha de Sikhs en marche, Lahore, Company School, vers 1850.

Jatha est un terme utilisé dans le sikhisme qui vient du sanskrit yutha qui signigie une bande, une troupe. Historiquement il désigne un certain nombre de bénévoles motivés pour défendre telle ou telle requête que cela soit par les armes ou pacifiquement. Aujourd'hui le sens du mot jatha fait allusion à un groupe motivé pour défendre une cause auprès d'un gouvernement, au sens strictement pacifique naturellement. Jatha il y a quelques siècles désignait un détachement  de l'armée sikhe, le Dal Khalsa. Une obédience sikhe pratiquant à l'heure actuelle la méditation, le kirtan, différemment, porte aussi ce nom.